# Paul Vitz
Paul Clayton Vitz (nascido em 1935) é um psicólogo americano que atua como Professor Emérito de Psicologia na Universidade de Nova York. Seu trabalho enfoca a relação entre a psicologia e o cristianismo. Atualmente, ele leciona no Instituto de Ciências Psicológicas da Divine Mercy University em Sterling, Virginia.

## Carreira
Criado como presbiteriano, Vitz nasceu em 27 de agosto de 1935, em Toledo, Ohio. Ele se mudou para Minneapolis, e mais tarde para Cincinnati, Ohio, que ele considera sua cidade natal. Ele se formou em psicologia pela Universidade de Michigan em 1957 e com um PhD em psicologia pela Universidade Stanford em 1962.
De 1962 a 1964, Vitz lecionou no Pomona College. Pós-doutorado na Stanford University, outono de 1965, Professor Assistente, Departamento de Psicologia, New York University. Sua pesquisa foi focada em psicologia perceptual e cognitiva, especialmente aprendizagem de padrões sequenciais e percepção de forma visual, e ele recebeu o mandato no outono de 1972. Vitz também tinha um interesse contínuo em psicologia e arte, como mostrado em uma obra em coautoria: "Modern Art and Modern Science: The Parallel Analysis of Vision", 1984. Sua carreira mudou acentuadamente em meados dos anos setenta, com sua conversão do ateísmo ao cristianismo e, mais tarde, em 1979, ao catolicismo. Seu primeiro livro, "Psychology as Religion: The Cult of Self-Worship", 1977 (2ª ed. 1994), criticou a psicologia humanística, por exemplo Rogers, Maslow por seu individualismo radical, negligência das relações interpessoais e sua suposição de que a autorealização era o sentido da vida para todos. No início dos anos 1980, Vitz se envolveu na controvérsia nacional sobre a negligência da religião, especialmente o cristianismo nos livros de escolas públicas. Ele foi o autor de "Censorship: Evidence of bias in our children's textbooks", 1984. Durante esta década, ele também escreveu artigos sobre abordagens cristãs da obra de Sigmund Freud, resultando em seu livro "Sigmund Freud's Christian Inconscious", 1988. Este livro fornece muitas evidências históricas e biográficas do envolvimento e ambivalência profunda e duradoura de Freud sobre o Cristianismo, especialmente o Catolicismo. O significado dessa preocupação com o Cristianismo foi amplamente negligenciado e ignorado por seus biógrafos  Outro interesse nesta época era o desenvolvimento moral envolvendo uma crítica das abordagens racionais / cognitivas, por exemplo Kohlberg e ênfase em histórias. Ver "The use of stories in moral development: New psychological reasons for an old education method", Amer. Psicólogo, 1990. Nos anos 1980 e especialmente nos anos 90, seu trabalho se voltou para a teoria da personalidade e o Cristianismo e para a importância psicológica dos pais. Este último culminou em um livro baseado no pai sobre o que Vitz afirma serem os fatores psicológicos que produzem o ateísmo, "Faith of the Fatherless: The Psychology of Atheism", 1999 e uma 2ª ed. em 2013. Atualmente, ele está trabalhando nos tópicos da complementaridade masculina e feminina e em um grande metamodelo cristão católico da pessoa. Na New York University, ele foi promovido a professor titular e se aposentou em 2003 como professor emérito. Ele agora é bolsista sênior / professor do Instituto de Ciências Psicológicas da Divine Mercy University.

## Vida pessoal
Vitz é casado com Evelyn Birge Vitz, professora de francês na Universidade de Nova York, especializada em estudos medievais e na execução de obras medievais e outras narrativas. Eles tiveram seis filhos e agora vinte e dois netos.

## Publicações
- Vitz, Paul C. (1977). Psychology as religion : the cult of self-worship. Grand Rapids: Eerdmans. ISBN 0802816967
- Vitz, Paul C.; Glimcher, Arnold B. (1983). Modern art and modern science : the parallel analysis of vision. New York, N.Y.: Praeger. ISBN 0030624665
- Vitz, Paul C. (1986). Censorship : evidence of bias in our children's textbooks. Ann Arbor, Mich.: Servant Books. ISBN 089283305X
- Vitz, Paul C. (1988). Sigmund Freud's Christian unconscious. New York: Guilford Press. ISBN 0898626730
- Vitz, Paul C. (1998). Defending the Family: A Sourcebook. Steubenville, Oh: Catholic Social Science Press. ISBN 1888462000
- Vitz, Paul C. (2000). Faith of the fatherless : the psychology of atheism. Dallas: Spence Pub. Co. ISBN 1890626252
- Vitz; Felch, eds. (2006). The self : beyond the postmodern crisis. Wilmington, De.: ISI Books. ISBN 1932236864